# Spørg Århus
Spørg Århus var en række af 9 spørgeprogrammer i Danmarks Radios TV-Kulturafdeling i København, sendt  første gang 22. oktober 1966. Her fik syv Aarhus-professorer lejlighed til at svare på spørgsmål fra seerne. De lærde var: Søren Sørensen (musik), Robert Bech (jura), Knud Hannestad (historie), Jens Kruuse (litteratur), Flemming Kissmeyer (medicin), Olaf Pedersen (naturvidenskabens historie) og Kjeld Ladefoged (naturen). 
I efteråret 1967 lavede man endnu tre udsendelser med det sædvanlige hold af doctores fra Aarhus Universitet. Alle gangene var det i direkte transmission fra Stakladen. 
Efter nogle års pause genoptog man den uhøjtidelige spørgeleg den 24. november 1974 med endnu fem udsendelser og denne gang fra Kasino-studiet, men dennegang i den nystartede DR's Provinsafdelings regi. Nye ansigter i panelet var Ole Fenger (jura) og H.P. Clausen (historie)
Ideen kom oprindelig fra Sverige, hvor titlen var Fråga Lund.